# قصر أدوافيل
قصر أدوافيل هو قصرٌ (قريةٌ محصنة) في المغرب، يقعُ في منطقة كتاوة. بني هذا القصر بتقنية التربة المدكوكة، حيثُ استعمل فيه الطين. تبلغ مساحته 1.4 هكتار.